# 大統合民主新黨
大統合民主新黨（韩语：／ Daetonghapminjusindang），简称大统合新党，是大韓民國的一個政黨，由原執政黨開放國民黨在2007年分裂出去的幾個小黨在8月5日合併而成。

## 歷史
2007年8月18日，與開放國民黨合併。
2007年韓國總統選舉，鄭東泳代表大統合民主新黨參選，結果慘敗，結束韓國自由派十年執政。
該黨在2007年至2008年是韓國的執政黨，以及國會第一大黨。2008年2月17日，大統合民主新黨和民主黨合併為「統合民主黨」。

## 党务组织

### 历代党首
| 任次 | 姓名   | 職銜 | 就任日期      | 离任日期      |
| 1    | 吴忠一 | 代表 | 2007年8月5日  | 2008年1月10日 |
| 2    | 孙鹤圭 | 代表 | 2008年1月11日 | 2008年2月25日 |

## 主要選舉記錄

### 歷屆總統大選結果
| 年度 | 選舉   | 候選人 | 得票      | 得票率 |  | 結果 |
| ---- | ------ | ------ | --------- | ------ |  | ---- |
| 2007 | 第17屆 | 鄭東泳 | 6,174,681 | 26.1%  |  | 落選 |

## 外部連結
- Official Homepage 